# Авл Вергиний Трикост Целиомонтан (консул 469 года до н. э.)
Авл Вергиний Трикост Целиомонтан (лат. Aulus Verginius Tricostus Caeliomontanus; VI—V века до н. э.) — римский политический деятель из патрицианского рода Вергиниев, консул 469 года до н. э. Мог быть сыном Авла Вергиния Трикоста Целиомонтана (консула 494 года до н. э.) и братом Спурия Вергиния Трикоста Целиомонтана (консула 456 года до н. э.).
Коллегой Авла Вергиния по консулату стал Тит Нумиций Приск. Развернувшаяся в предыдущие годы борьба плебеев за расширение своих прав при этих консулах на время утихла из-за внешней угрозы. Вергиний и Нумиций совместно отразили набег вольсков, затем Вергиний совершил удачный поход на эквов и снова объединился с коллегой, чтобы отомстить сабинянам за их набег до стен Рима.
В 467 году Авл Вергиний был одним из триумвиров, организовывавших римскую колонию в Антии.